# Maria Teresa Fasce
Maria Teresa Fasce O.S.A. (Torriglia, 27 de dezembro de 1881 – Cássia, 18 de janeiro de 1947), nascida Maria Giovanna Fasce, foi uma freira e abadessa católica italiana da Ordem de Santo Agostinho. Ela é conhecida por ter liderado o convento de Cássia e pelo seu incentivo a devoção a Santa Rita. Ela foi beatificado na Praça de São Pedro em 12 de outubro de 1997 por São João Paulo II.

## Biografia
Maria Giovanna Fasce nasceu em 27 de dezembro de 1881 em Gênova, em uma família rica. Era filha de Eugenio Fasce e Teresa Valente. Ela tinha sete irmãos e sua irmã mais velha era Luigia. Seus parentes a apelidaram de "Marietta". Sua mãe morreu em 1889, o que levou sua irmã mais velha, Luigia, a cuidar de Fasce.
Fasce ensinou catecismo para crianças e passou a amar o carisma de Santo Agostinho. Ela também conheceu seu confessor, Padre Mariano Ferriello, em Gênova, que a encorajou a aprender sobre as figuras agostinianas e a seguir sua vocação. Ela também tomou conhecimento da vida de Santa Rita de Cássia e viajou para Roma em 1900, quando o Papa Leão XIII a canonizou - este foi o evento mais importante de sua vida até então e solidificou seu desejo de se tornar freira. Ela expressou essa intenção aos seus parentes que receberam mal a notícia e seus irmãos em particular foram negativos sobre isso. Sua irmã mais velha, Luigia, aceitou isso, mas não entendeu o raciocínio de Fasce para viver em um lugar primitivo como Cássia. Ela solicitou admissão em um convento da Ligúria, mas foi rejeitada para sua surpresa. A abadessa Giuseppina Gattarelli disse que acreditava que Fasce era incapaz de lidar com os rigores da vida monástica. Em 6 de junho de 1906, Fasce foi aceita como postulante.
Em 22 de junho de 1906, ela entrou no convento da Ordem de Santo Agostinho (recebeu o hábito na noite de 25 de dezembro de 1906) e fez a profissão dos votos iniciais em 25 de dezembro de 1907 com o nome religioso de "Maria Teresa". Ela ficou bastante desiludida devido ao declínio do convento e voltou para casa em junho de 1910 para um período de profunda reflexão. Seu tempo em casa a viu afirmar seu desejo de estar na vida monástica e retornou ao convento em maio de 1911 e mais tarde fez seus votos solenes em 22 de março de 1912. Ela foi nomeada mestra de noviças em 17 de julho de 1914 na época da Primeira Guerra Mundial e foi então vigária de seu convento de 1917 a 1920. A decisão unânime da liderança do convento a fez abadessa em 12 de agosto de 1920 e ela ocupou esse cargo até sua morte.
Em 1923, ela começou a circular o boletim informativo "Dalle Api alle Rose" (primeira edição publicada em 22 de maio de 1923) para promover a capela quase desconhecida que continha o corpo incorrupto de Santa Rita de Cássia e desejava levar as pessoas a Deus por meio da santa que ela admirava. Fasce sofria de um tumor maligno no seio direito e teve que passar por duas operações. Ela se referiu ao tumor como seu "tesouro", que era o presente mais lindo que Jesus Cristo lhe dera.
Seu objetivo era a construção de um orfanato para meninas, cuja construção começou em 1925 e terminou em 1938, embora ela tivesse que depender de doações e o trabalho fosse lento devido ao mau clima econômico e ao ataque da Segunda Guerra Mundial. Ela se referia às meninas órfãs como as "abelhinhas de Santa Rita" e a primeira menina a ser admitida no novo orfanato foi Edda Petrucci.
Madre Maria Teresa Fasce morreu em 1947. Suas relíquias repousam na cripta da Basílica de Rita de Cássia.

## Beatificação

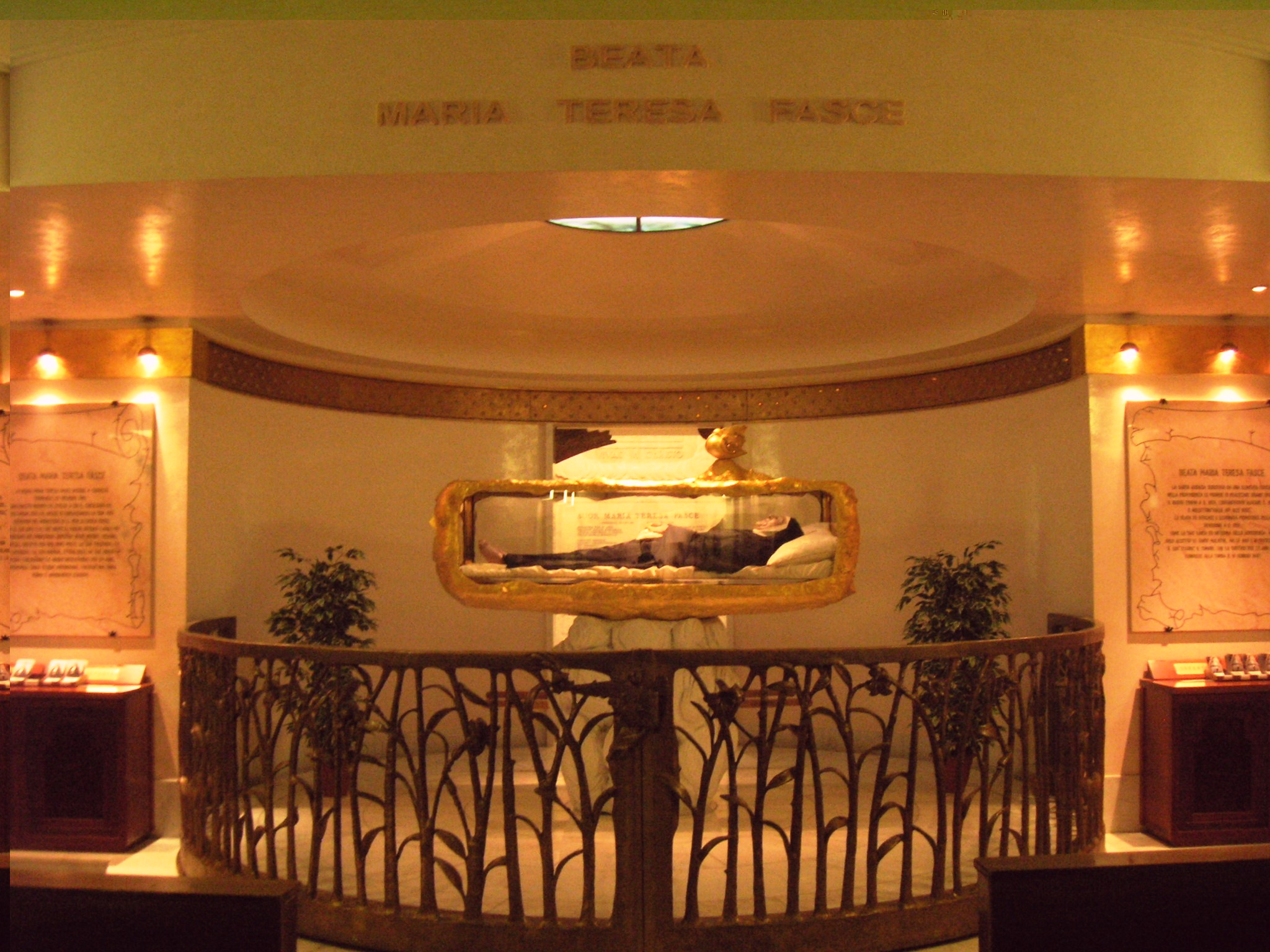
Relíquias da Beata Maria Teresa Fasce na cripta da Basílica de Santa Rita em Cássia

O processo de beatificação começou na Arquidiocese de Espoleto-Nórcia em um processo informativo que começou em 5 de agosto de 1968 e o concluiu em 5 de junho de 1971. A Congregação para as Causas dos Santos validou o processo em 6 de maio de 1988 em Roma.
Em em 11 de julho de 1995, o papa São João Paulo II declarou-a venerável após confirmar que a religiosa havia vivido uma vida cristã modelo de virtudes heroicas. Em 4 de julho de 1996, a Comissão Médica da Congregação para as Causas dos Santos reconheceu um milagre atribuído a sua intercessão, ocorrido em Nápoles no ano de 1991. Em 12 de outubro de 1997, Madre Fasce foi beatificada pelo mesmo pontífice.